# Сторожинецький дендропарк
Сторожине́цький дендропа́рк — дендрологічний парк загальнодержавного значення в Україні. Розташований у місті Сторожинці Чернівецькій області. 
Площа 17,5 га. Створений 1912 року, сучасний статус з 1983 року. Підпорядкований Сторожинецькому лісовому технікуму. 
Після надання дендропарку статусу державного, основне завдання і призначення заповідника — науково-дослідницька робота в галузі інтродукції та акліматизації рослин.

## Історія
Заснований парк у 1912 році з благословення та трудів власника панського багатого помістя. Став гордістю родини Оренштейнів. Первісно був природним лісовим масивом. З приходом радянської влади перейшов у відання Міністерства лісової промисловості. На його базі почав діяти навчальний заклад. Парк став навчальним полігоном для студентів, адже вже тоді налічував чимало цінних порід дерев, чагарників, квітів. 
Основу парку становлять: старі 100—200-літні метрового діаметра велетні: дуб, липи, ясени, клени, ялини. Під їхнім захистом надійно прижились гості здалека: стрункі колючі ялинки з Північної Америки, їхні землячки — пірамідальні туї, а також айва японська.

## Сучасна колекція

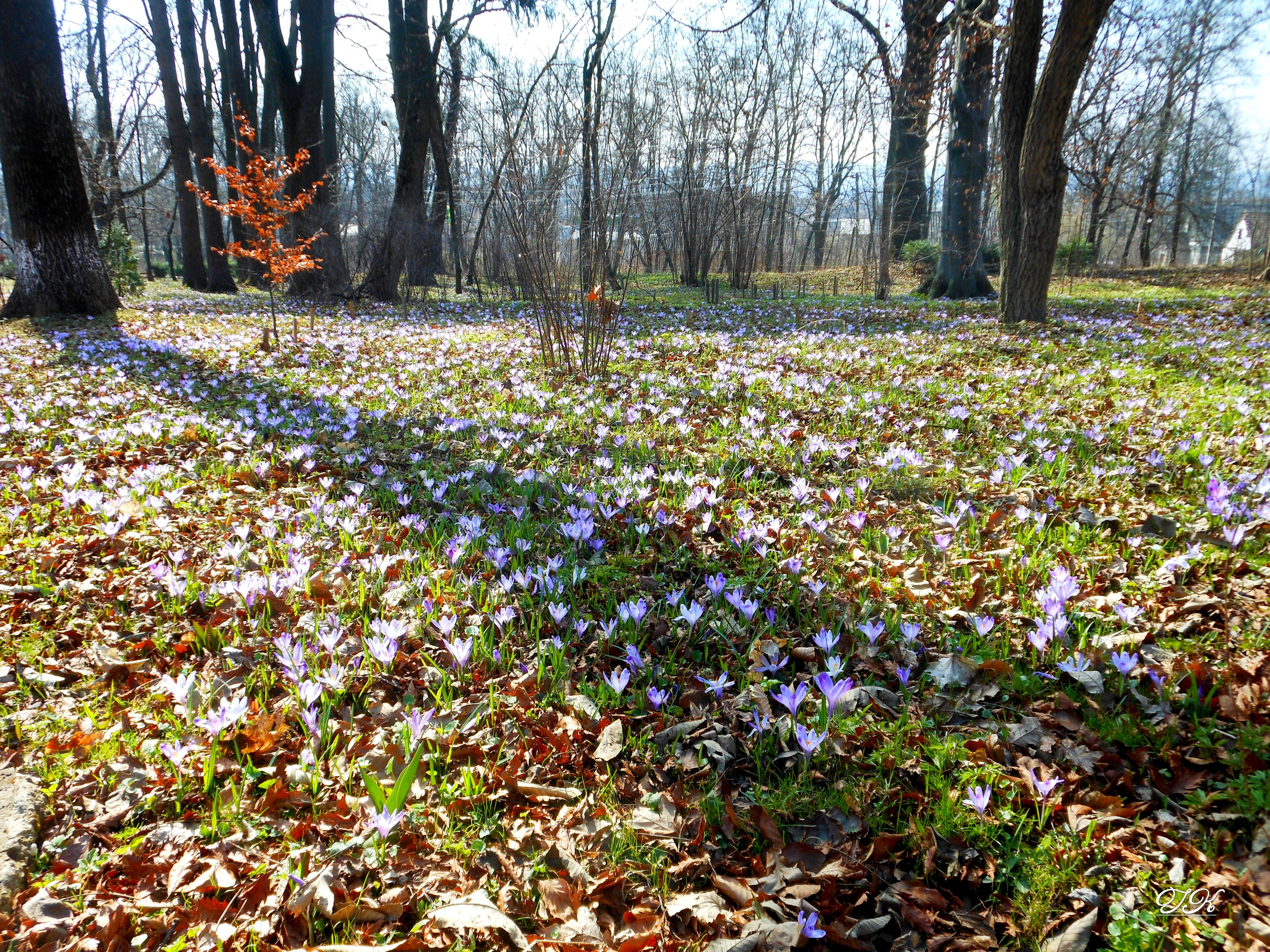
Цвітіння шафранів у парку

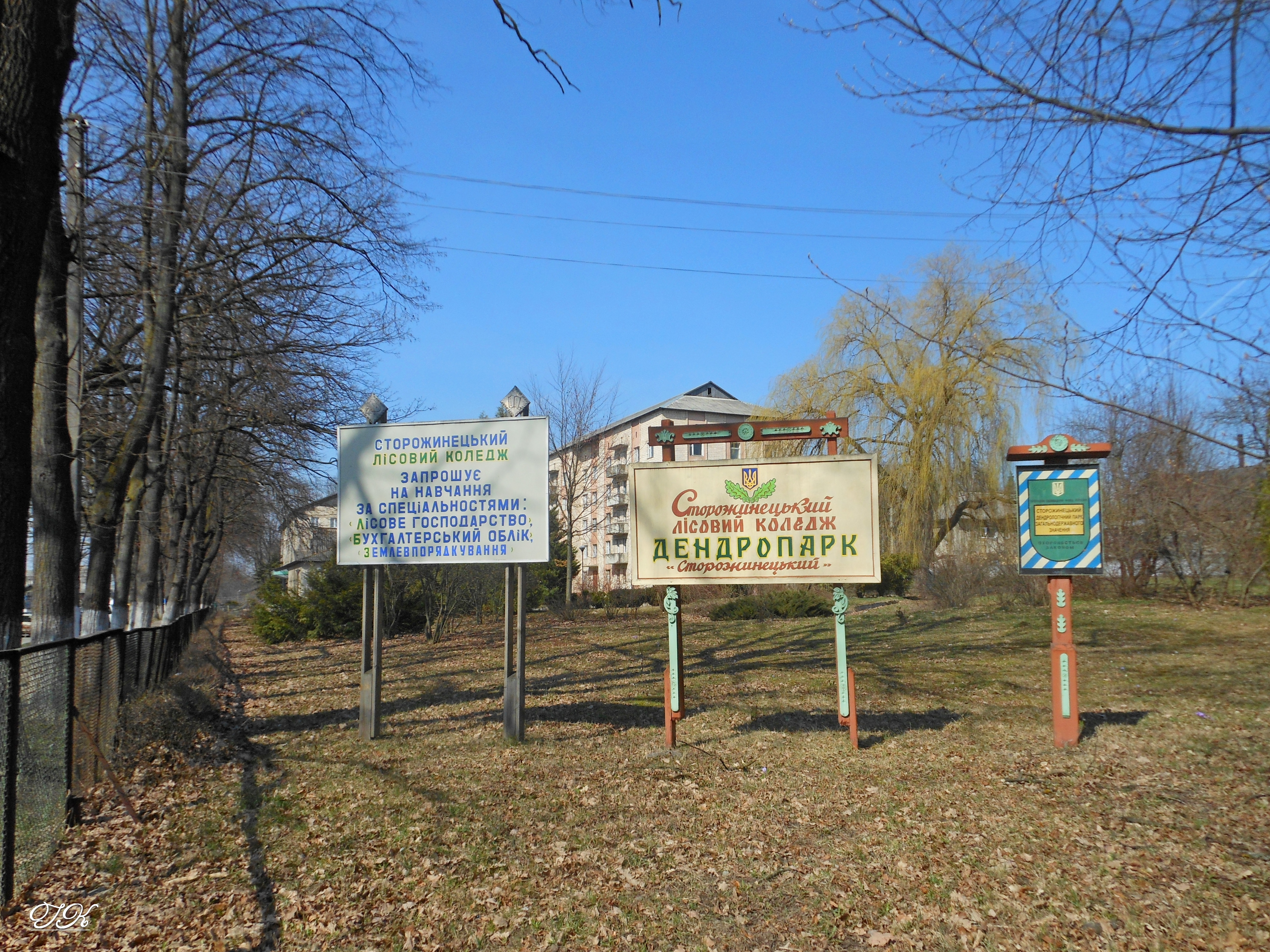
Сторожинецький дендропарк

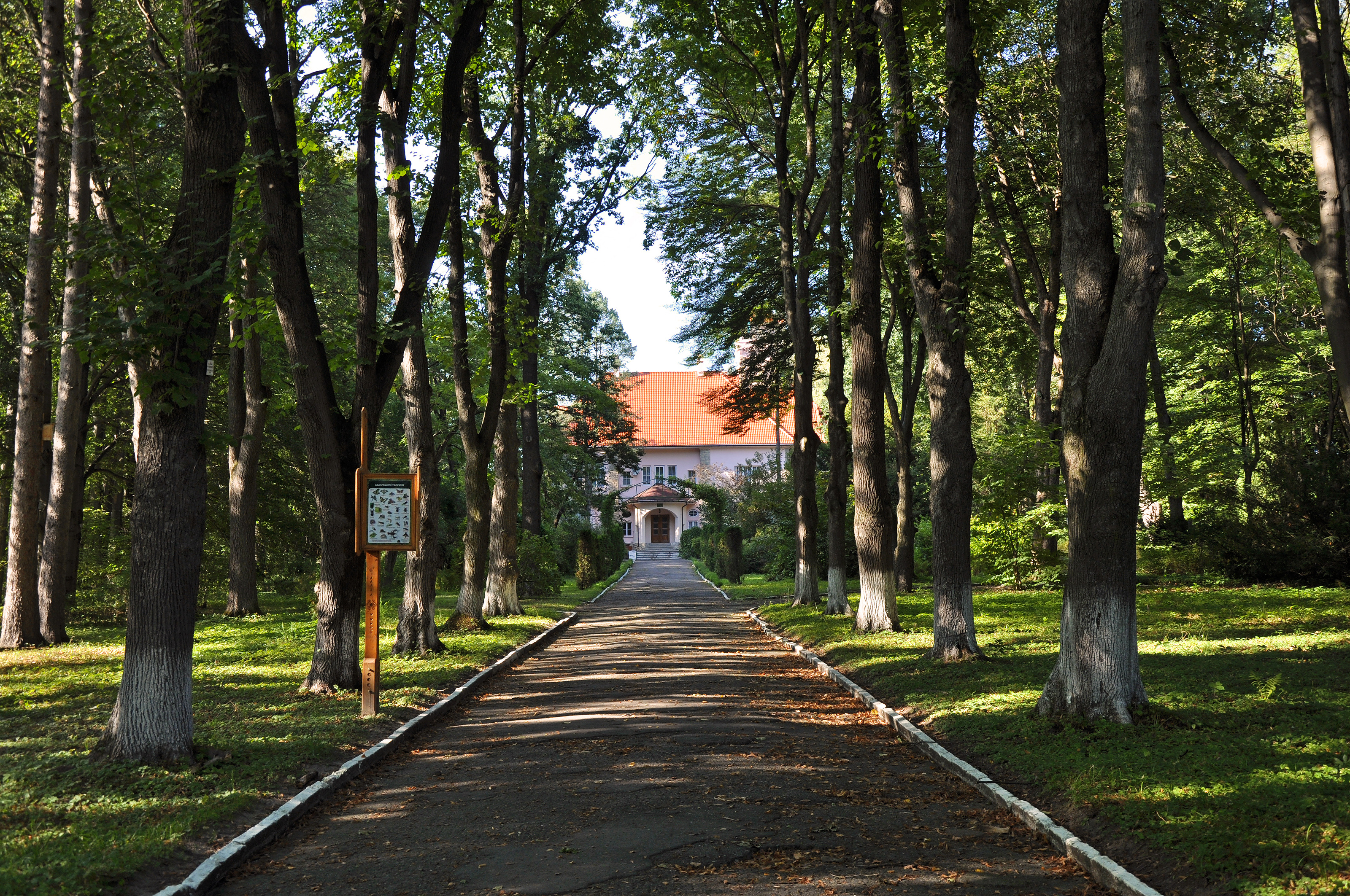
Алея в дендрологічному парку

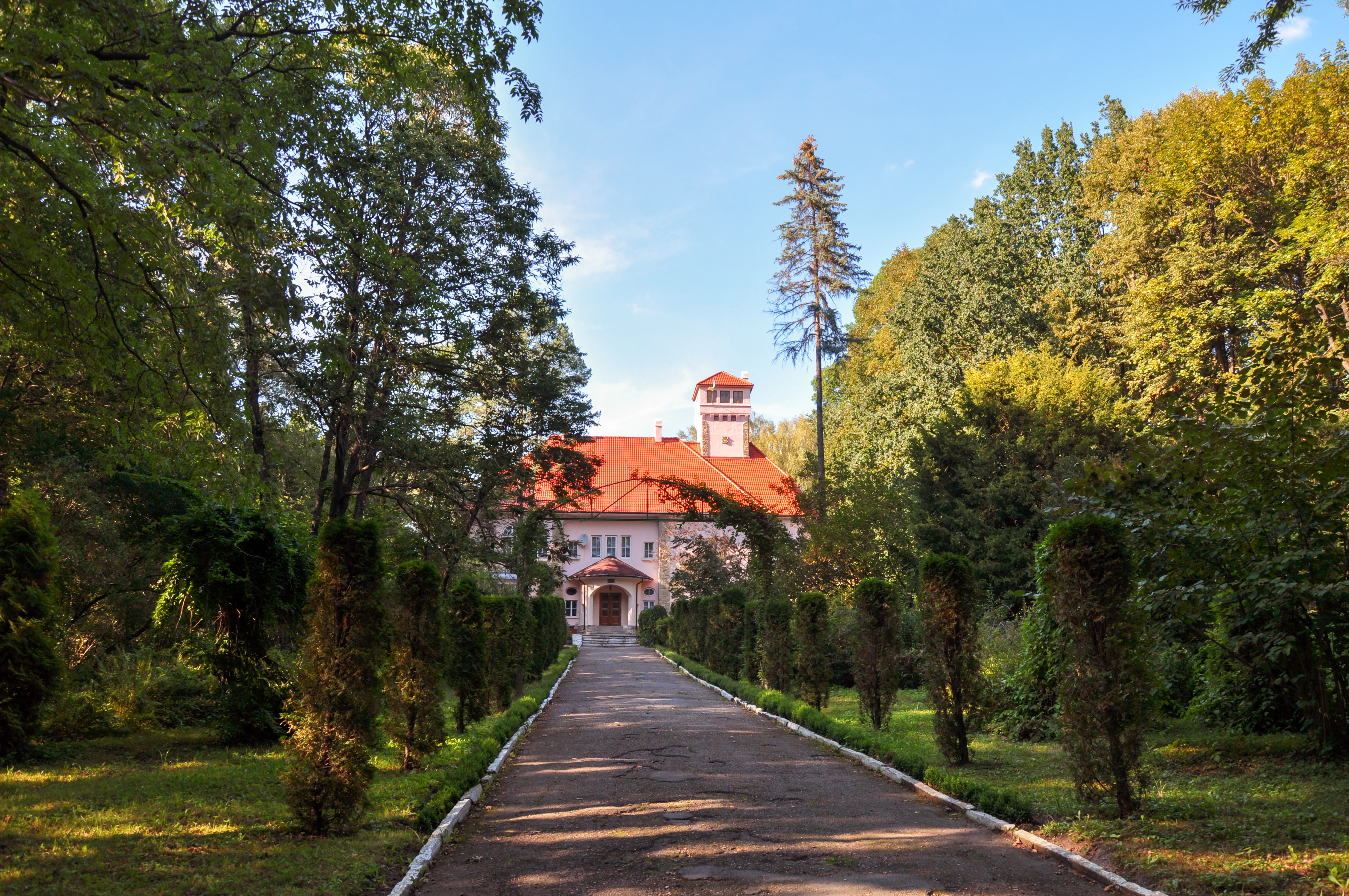
Сторожинецький дендрологічний парк і маєток Оренштайнів

У парку можна побачити коркове дерево амурське, лимонник китайський, каштани їстівні, ялівці віргінські, гортензію віничкову, дволопатеві гінкго, сосну Банкса з Північної Америки, червоні дуби з Північної Америки, ліщину ломбардську, сливу Піссарда, калину будельник, плакучі граби, барбариси.
Від старої до нової частини парку веде вгору липова алея. У новій частині найбільшої уваги заслуговує група аралій маньчжурських. Ця рослина отримала багато назв: «бісове дерево», «шип-дерево», «далекосхідна пальма». Листя аралій і супліддя, які досягають майже метрової довжини і зібрані на самому вершечку стовбурців, густо вкриті широкими гострими шипами. Дерево справді нагадує пальму. Аралія маньчжурська, сестра женьшеню, має велике лікарське значення.
Будь-якої пори року в парку можна побачити квіти. Особливо цікаві гібіски з фіолетовими й білими квітами. За красу їх ще називають «сирійськими трояндами». Довгими рядами квітнуть альпійські айстри. У жовтні та листопаді, коли дощі переходять у перші снігопади, розцвітають гамамеліси — гості з Північної Америки. Ці рослини ще називають «чарівними горіхами».
Біля розарію розташована колекція кизильників. Вона визнана однією з найбільших і найповніших в Україні. Тут росте майже 100 видів і форм кизильників: листопадні та вічнозелені, чорно- та червоноплідні.
Багато цікавих видів рослин можна побачити в теплиці, збудованій студентами. Є в парку також «карпатська гірка» — на кам'яних карликових «скелях» красуються гірські волошки, гусинець, папороть і, звичайно, легендарна карпатська квітка — шовкова косиця.
На території парку 980 різних видів і форм дерев чагарів. Понад 70 % — екзотичних. Сьогодні відбувається постійне поновлення парку, його омолодження. Обмін насінням здійснюється за 170 адресами у різних кінцях світу.
У відкритих вольєрах безпечно почуваються представники фауни: сарни, фазани, цесарки, павичі, дикі качки.

## Шевченкова верба
Великий поет, гнаний царизмом на заслання у безкраї казахські степи, виростив з простої тички деревце. Ця верба нагадувала Шевченкові рідну далеку Україну. Під її затишними кронами поет створив чимало віршів. У 1964 році казахські гості привезли живці Тарасової верби до Львова, а вже звідти, у 1968 році славнозвісна верба потрапила у Сторожинецький дендрарій.